# Fíbula (hongos)

Esquema de la formación de una fíbula entre las células de una hifa.

En hongos, una fíbula, también llamada conexión en fíbula (unión en fíbula), en abrazadera o clamp (del inglés, clamp connection), es una estructura que se encuentra en muchas especies de basidiomicetos y que se produce entre dos células binucleadas adyacentes de una misma hifa. Contribuyen a que durante la mitosis de una célula con dos núcleos (A y B), las copias de ambos núcleos (A' y B') se mantengan en la nueva célula. 

## Formación
Este tipo de estructuras se originan cuando se produce la división de las células dicarióticas de las hifas de algunas especies. Durante el proceso, uno de los núcleos se divide en el eje principal de la hifa, mientras que el otro lo hace dentro de una prolongación de la célula, formándose a continuación dos muros celulares o septos, de manera perpendicular a ambos ejes de división. Posteriormente, la parte prominente que dará lugar a la fíbula, y que contiene uno de los núcleos, se fusiona con la célula subapical, que vuelve a ser binucleada.

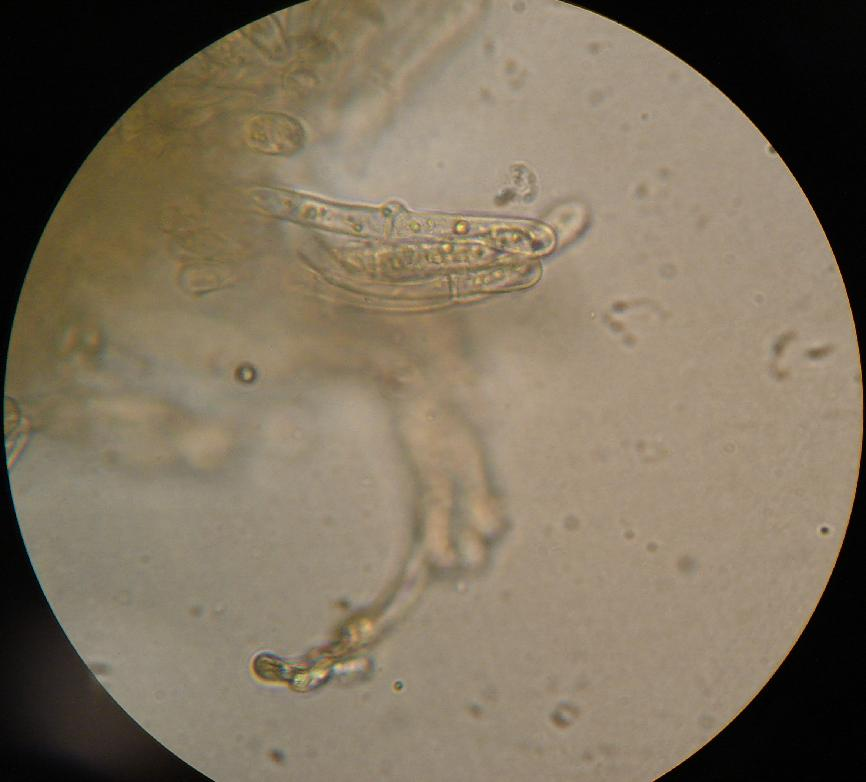
Hifas con fíbulas de Cantharellus cibarius.
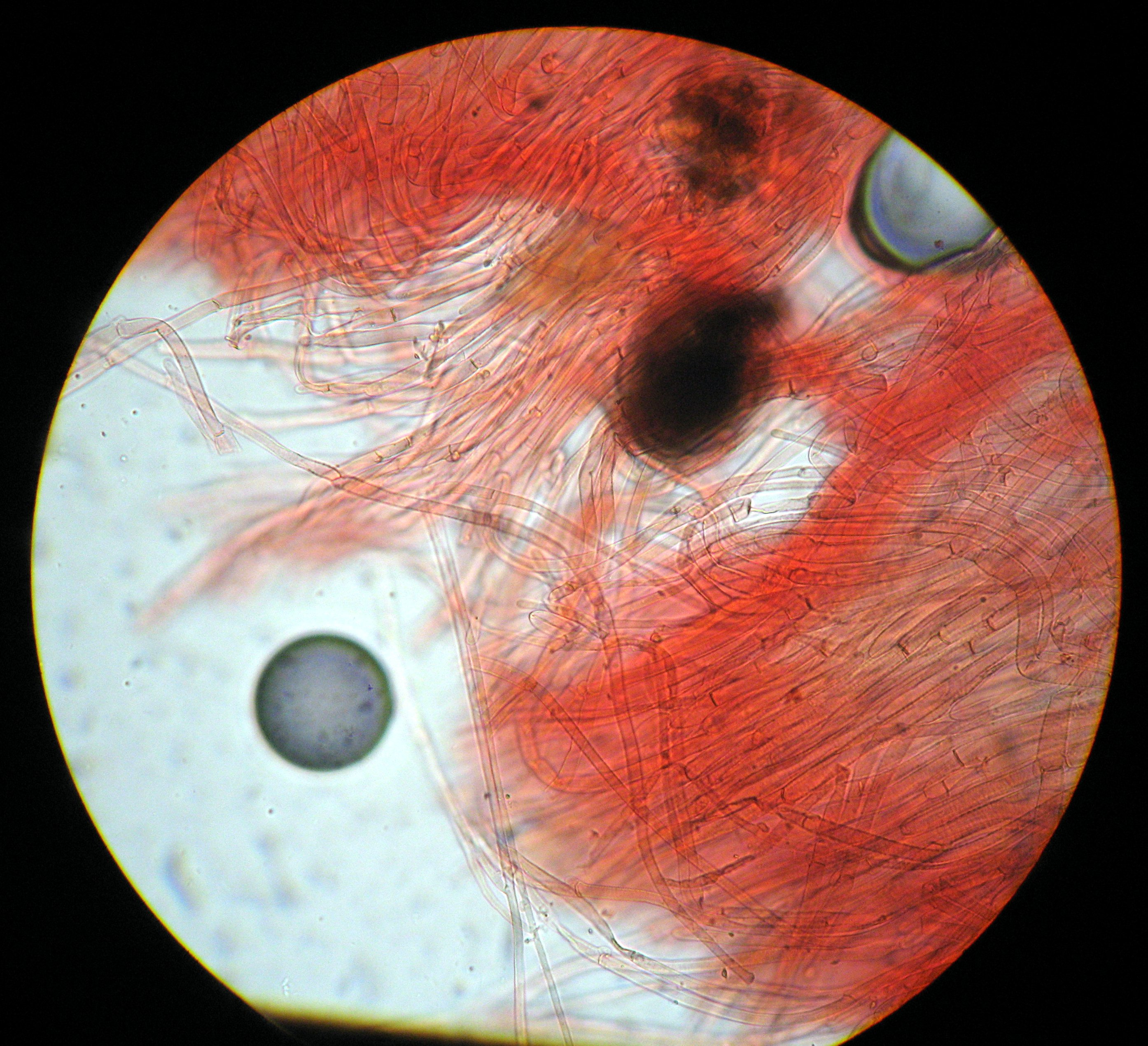
Imagen ampliada de un micelio donde se aprecian varias uniones en fíbula.

## Uso en taxonomía
Las fíbulas sólo se presentan en las hifas de los basidiomicetos, aunque no todas las especies de este filo las forman. Por su exclusividad, se han usado como criterio para la clasificación de diferentes géneros y especies.